# Georges Taisne
Georges Taisne, né le 13 avril 1904 à Avesnes-les-Aubert et mort le 23 mars 1998 à Lille, est un footballeur professionnel français.
Son poste de prédilection est attaquant. Il compte trois sélections en équipe de France de football, le 24 avril 1927 à Colombes - France 3-3 Italie amical ; le 26 mai 1927 à Colombes - France 0-6 Angleterre amical ; le 12 juin 1927 à Budapest - Hongrie 13-1 France amical. Deux buts marqués.

## Biographie

### Débuts au SC Lourches
Georges Taisne joue la saison 1925-1926 au Sporting Club de Lourches, au deuxième niveau de la Ligue du Nord. Le club joue la montée toute la saison, mais termine deuxième, malgré une victoire le 11 avril 1926 lors de la dernière journée face au leader, l'Excelsior Club de Tourcoing, avec un but de Taisne,.
Néanmoins, les performances de Georges Taisne lui permettent de se faire remarquer par la Ligue du Nord. Le 6 mars 1926, L'Auto annonce sa sélection en équipe de la Ligue du Nord pour jouer le 28 mars contre celle de la Ligue de l'Ouest. Le Nord bat l'Ouest 2-0. Taisne, placé avant centre, marque le second but d'une tête sur un centre de l'Amiénois Lagache. Il est de nouveau sélectionné le 3 mai pour jouer face au Comté de Kent lors du dernier match de la saison ; il marque un doublé (3-3).

### Transfert à l'Amiens AC et sélections en équipe de France
A l'été 1926, Taisne quitte le SC Lourches en même temps qu'il termine son service militaire. Il part habiter chez ses parents, à Amiens, et signe une  licence à l'Amiens Athlétic Club, qui vient de terminer troisième en Division d'Honneur. Son ancien club et la Ligue du Nord émettent un avis défavorable à cette mutation, mais la commission des statuts et règlements de la FFFA passe outre et lui accorde sa licence A quelques jours avant le début du championnate, lui permettant de jouer en équipe première. Il est alors considéré comme un grand espoir et est déjà pressenti pour être le futur avant centre de l'équipe de France, en remplacement de Paul Nicolas. Dès la 2e journée, Taisne marque un triplé sur le terrain du Racing Club de Roubaix, double champion en titre, permettant aux Amiénois de l'emporter 3-2.
Georges Taisne termine champion du Nord avec l'Amiens AC. Comme pressenti en début de saison, il est ensuite sélectionné pour la première fois en équipe de France, le 24 avril 1927 contre l'Italie, donnée favorite (3-3). Placé avant centre, il marque deux buts, sur une remise de Jules Devaquez puis à la suite d'une charge jugée régulière sur le gardien Gianpiero Combi. Il n'est pas sélectionné le 22 mai contre l'Espagne, Julien Sottiault passant du poste d'inter droit à celui d'avant centre. Il retrouve la sélection le 26 mai contre l'Angleterre (0-6), au poste d'inter gauche, Sottiault restant avant centre.
Le journaliste Didier Braun a compilé des données sur les buteurs de l'Amiens SC avant les années 1960. Ses recherches supposent que Georges Taisne est le meilleur buteur du club, avec au moins 141 buts marqués en 192 matchs entre 1926 et 1939,.

## Palmarès et statistiques

### En club
| Saison    | Club        | Championnat | Championnat | Championnat | Coupe(s) nationale(s) | Coupe(s) nationale(s) | Total | Total |
| Saison    | Club        | Division    | M.          | B.          | M.                    | B.                    | M.    | B.    |
| 1925-1926 | SC Lourches |             |             |             |                       |                       | 0     | 0     |
| 1926-1927 | Amiens AC   |             |             |             |                       |                       | 0     | 0     |
| 1927-1928 | Amiens AC   |             |             |             |                       |                       | 0     | 0     |
| 1928-1929 | Amiens AC   |             |             |             |                       |                       | 0     | 0     |
| 1929-1930 | Amiens AC   |             |             |             |                       |                       | 0     | 0     |
| 1930-1931 | Amiens AC   |             |             |             |                       |                       | 0     | 0     |
| 1931-1932 | Amiens AC   |             |             |             |                       |                       | 0     | 0     |
| 1932-1933 | Amiens AC   |             |             |             |                       |                       | 0     | 0     |
| 1933-1934 | Amiens AC   | 2           | 12          | 4           | 4                     | 2                     | 16    | 6     |
| 1934-1935 | Amiens AC   | 2           | 21          | 4           | 3                     | 2                     | 24    | 6     |
| 1935-1936 | Amiens AC   | 2           | 0           | 0           | 0                     | 0                     | 0     | 0     |
| 1936-1937 | Amiens AC   | 2           | 7           | 1           | 0                     | 0                     | 7     | 1     |
| 1937-1938 | Amiens AC   |             |             |             |                       |                       | 0     | 0     |
| 1938-1939 | Amiens AC   |             |             |             |                       |                       | 0     | 0     |

### En équipe de France
| Sélection | Compétition | Date          | Lieu                                     | Adversaire         | Score  | Buts                      |
| --------- | ----------- | ------------- | ---------------------------------------- | ------------------ | ------ | ------------------------- |
| 1         | Amical      | 24 avril 1927 | Stade olympique Yves-du-Manoir, Colombes | Italie             | 3 - 3  | But inscrit · But inscrit |
| 2         | Amical      | 26 mai 1927   | Stade olympique Yves-du-Manoir, Colombes | Angleterre amateur | 0 - 6  |                           |
| 3         | Amical      | 12 juin 1927  | Stade Üllői út, Budapest                 | Hongrie            | 1 - 13 |                           |